# Sulla strada (Don Backy)
30° sulla strada è un album in studio del cantante italiano Don Backy, pubblicato dall'etichetta discografica Ciliegia Bianca nel 1992.

## Tracce

### CD
Testi e musiche di Don Backy.
1. Sulla strada – 5:13
2. Come farei – 4:46
3. Ragazzi italiani – 3:48
4. Verità – 4:25
5. Vele bianche – 4:28
6. La carrozza d'oro – 3:44
7. Ad un passo dal Paradiso – 4:20
8. Vi lascerò – 6:20

## Musicisti
- Don Backy – voce (non accreditato nei musicisti)
- Enzo Polito – pianoforte, cori, tastiera, fisarmonica, sassofono soprano (brano: Vi lascerò)
- Claudio Trippa – chitarra
- Gianfranco Polito – basso
- Freddy Malfy – batteria
- Jano Zappulla – percussioni, cori
- Paolo Del Vecchio – chitarra classica (brano: Vi lascerò)
- Marco Sannino – tromba
- Tonino Brasiello – trombone
- Marco Zurzolo – sax
- Tiziana Bevilacqua, Auly Kokko – cori
- Carmelo Zappulla – cori (brano: Verità)

Note aggiuntive
- Don Backy e Enzo Polito – produttori artistici (per conto della: Ciliegia Bianca)
- Enzo Polito – arrangiamenti e direttore orchestra
- Don Backy – idea grafica e impaginazione copertina
- Nazzi Umberto – foto copertina
- Studio di registrazione: Power Sound
- Corrado Taglialatela – ingegnere del suono e missaggi
- Altre foto: fotografi improvvisati [1]